# Norges Turmarsjforbund
Norges Turmarsjforbund är en norsk organisation för främjande av motionsidrott utan tävlingsinslag eller tidtagning.
Över hundra lokala föreningar är anslutna till förbundet.
I samarbete med sina nordiska systerorganisationer anordnar man Nordisk Vandrebukett - en serie årliga marscher i fyra länder.